# آرشاگ چوبانیان
آرشاگ هُوْهانِسی چوبانیان (به ارمنی: Արշակ Հովհաննեսի Չոպանյան)، زاده ۱۵ ژوئیه ۱۸۷۲ - درگذشته ۸ ژوئن ۱۹۵۴)، نویسنده داستان کوتاه، روزنامه‌نگار، ویراستار، شاعر، ترجمه، نقد ادبی، نمایش‌نامه‌نویس، لغت‌شناس، و رمان‌نویس ارمنستانی بود.
بجز زبان ارمنی به زبان فرانسوی هم شعر گفته است.

## زندگی‌نامه
آرشاگ چوبانیان در ناحیه بشیکتاش کنستانتینوپل در یک خانواده ارمنی که از اصالتا از روستای Agn (Kemaliye فعلی) بودند به دنیا آمد مادر وی زمانی که وی حدود یک‌ماهه بود درگذشت و پدرش نیز زرگر محترمی بود. وی آموزش خویش را در مدرسه محلی ماکروهیان کسب نمود.
در سال ۱۸۹۸ وی گاهنامه معروف خویش "Anahit" را بنیانگذاری نمود. ارتباطات و آشنایی‌های وی با چهرهای ادبی و فکری برجسته در فرانسه به وی این اجازه را داد که دربارهٔ نسل‌کشی ارمنی‌ها و آزادی ناعدالتی‌های در روزنامه‌های مشهور فرانسوی همچون عطارد فرانسه به نگارد.